# Balică al Dobrogei
Balică a fost un nobil bulgaro-cuman (sau vlah) din familia Terter care și-a declarat în 1325 independența, creând un stat cu capitala la Karvuna, azi Balcic.
Datorită implicărilor fiilor săi în luptele dinastice din Imperiul Bizantin, multe porturi de la Marea Neagră au fost atacate de flota greacă. În unul dintre aceste atacuri au murit Balică și cu fiul său cel mic, Teodor, lăsându-l despot pe Dobrotici, fiul cel mare al lui Balică.